# Platin(II)-bromid
Platin(II)-bromid ist eine anorganische chemische Verbindung des Platins aus der Gruppe der Bromide.

## Gewinnung und Darstellung
Platin(II)-bromid kann durch thermische Zersetzung von Platinbromwasserstoffsäure bei 280 °C gewonnen werden.

## Eigenschaften
Platin(II)-bromid ist ein dunkelbraunes oder dunkelgrünes Pulver, das unlöslich in Wasser und Ethanol ist. Es besitzt eine hexagonal-rhomboedrische Kristallstruktur.

## Verwendung
Durch Reaktion mit Brom kann Platin(II,IV)-bromid gewonnen werden.